# Leopoldov
Leopoldov (Hongaars:Újvároska) is een Slowaakse gemeente in de regio Trnava, en maakt deel uit van het district Hlohovec.
Leopoldov telt 3999 inwoners.